# Тункинский национальный парк
Тунки́нский национа́льный парк — национальный парк в Бурятии, образованный по постановлению Совета министров РСФСР № 282 от 27 мая 1991 года в целях охраны и организации рекреационного использования малонарушенных и разнообразных экосистем Тункинской котловины (от степей до горных тундр). На территории парка находится высочайшая вершина Саян — Мунку-Сардык. Национальный парк находится в ведении Министерства природных ресурсов и экологии Российской Федерации.

## География
Национальный парк расположен в Тункинском районе Республики Бурятии (занимает весь административный район) на северных склонах хребтов Хамар-Дабан и Восточный Саян и в Тункинской котловине.
Границы Национального парка Тункинский полностью совпадают с границами района, площадью 11,8 тыс. км², занимает Саяно-Прибайкальскую часть западной Бурятии. Граничит на севере по Тункинским Гольцам с Окинским районом, на юге по Хангарульскому хребту и водоразделу западного Хамар-Дабана — с Закаменским районом республики. На западе и юго-западе по массиву Мунку-Сардык и юго-восточным отрогам Большого Саяна проходит государственная граница России и Монголии. На востоке район примыкает к Слюдянскому району Иркутской области.
Северную половину района занимает Тункинская долина, являющаяся продолжением Байкальской впадины и уникальная своими целебными источниками и альпийскими лугами. Она протянулась в широтном направлении на 200 км, постепенно поднимаясь до 1200 м над уровнем моря и сужаясь от 30 до 20 км. По ложу долины течёт главная река района — Иркут.
Южная часть района разделена рекой Зун-Мурэн на горно-таёжные отроги Хамар-Дабана на юго-востоке и отроги Большого Саяна с безлесными плато на западе.

## Климат
Климат района резко континентальный, характеризуется большими суточными и годовыми амплитудами температур, небольшим количеством годовых осадков. Зимой господствует сибирский антициклон — область высокого давления холодных воздушных масс и соответствующая ему ясная, безветренная, морозная погода. Летом наблюдаются циклоны с пасмурной дождливой погодой. Средняя температура января от −22 °C…-24 °C в самых низких местах котловины до −19 °C…-21 °C в горах. Средняя температура июля от +17 °C в котловине до +11 °C…+14 °C в горах. Абсолютный минимум до −50 °C, максимум +34 °C. Среднегодовое количество осадков 300…350 мм, в горах 500…600 мм, на склонах Хамар-Дабана — до 1000 мм. Преобладают ветры западного и восточного направлении в соответствии с простиранием реки Иркута и самой котловины с запада на восток.

## Фауна

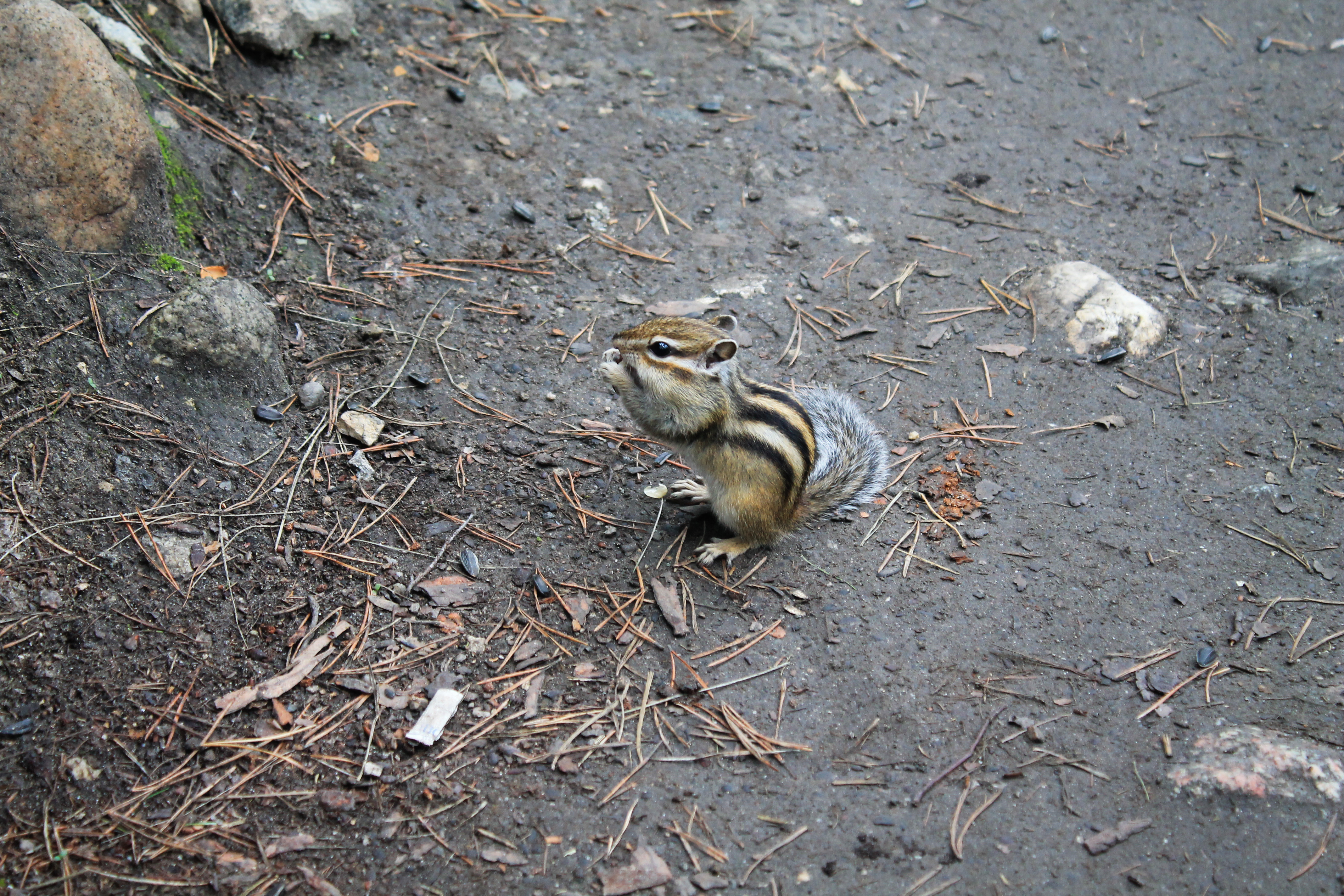
Бурундук

В составе животного мира парка характерны обитатели тайги, степи, скалистых горных вершин. Основной доминант — красно-серая полёвка, средняя бурозубка, равнозубая бурозубка и красная полёвка. Среди копытных преобладают кабарга и марал, среди хищников — горностай и соболь. В альпийском поясе доминируют высокогорная большеухая полёвка и северная пищуха, среди хищников — горностай, в нижней его части содоминантами являются средняя бурозубка и красно-серая полёвка.
Орнитофауна парка богата и представлена 237 видами 17 отрядов (комплексная оценка 1994 года). Из них 48 видов занесены в Красную книгу Бурятии и 9 видов в Красную книгу России. В темнохвойных лесах доминируют таёжные виды — рябчик, пёстрый дятел, пятнистый конёк, кедровка, сибирская горихвостка, зелёная пеночка, корольковая пеночка, московка, поползень и др.; малочисленны большая горлица, глухая кукушка, желна, кукша, сойка, малая мухоловка, соловей-красношейка, буроголовая гаичка; редки: ворон и щур. В горной тундре доминируют пеночка-таловка, соловей-красношейка, обыкновенная чечевица и полярная овсянка. В смешанных и лиственничных лесах орнитофауна беднее по сравнению с темнохвойными. Помимо видов, общих для хвойных и смешанных лесов — рябчика, глухой кукушки, пёстрого дятла, кукши, таёжной мухоловки, московки и др., для лиственничных лесов характерны такие виды как глухарь, каменный глухарь, пятнистый конёк, пеночка-таловка, пеночка-зарничка, вьюрок и др. В пойменных экосистемах на озёрах, болотах, берегах и островах рек гнездятся лебедь-кликун, кряква, чирок-свистунок, чирок-трескунок, серая утка, красноголовая и хохлатая чернети, пятнистый сверчок, жёлтая трясогузка, желтоголовая трясогузка и др. Вблизи крупных водоёмов селятся хищные птицы, связанные по характеру питания с водно-болотными угодьями: скопа, полевой лунь, орлан-белохвост. В лесах вблизи водоёмов и болот поселяются тетеревятник и перепелятник. На открытых участках по бортам котловин наиболее часто встречаются такие виды птиц, как полевой жаворонок, дубровник, серая цапля, огарь, чибис, фифи, поручейник и др., изредка встречаются полевой лунь и серый журавль.
Из земноводных обычна сибирская лягушка, редко встречаются остромордая лягушка, сибирский углозуб и монгольская жаба. Наиболее распространённый представитель рептилий — обыкновенный щитомордник, также отмечены живородящая ящерица, обыкновенный уж, узорчатый полоз и обыкновенная гадюка.
В водоёмах парка постоянно обитают хариус, ленок, таймень, сиг, щука, елец, язь, линь, плотва, карась, гольян, налим, окунь, голец, щиповка.
Число зарегистрированных видов:
- рыбы — 16
- земноводные — 4
- пресмыкающиеся — 5
- птицы — 237
- млекопитающие — 47

| Виды, включённые в Красную книгу РФ | Виды, включённые в Красную книгу РФ |
| Название                            | Научное название                    |
| ----------------------------------- | ----------------------------------- |
| Птицы                               |                                     |
| Беркут                              | Aquila chrysaetos                   |
| Большой подорлик                    | Aquila clanga                       |
| Кречет                              | Falco rusticolus                    |
| Орлан-белохвост                     | Haliaeetus albicilla                |
| Орлан-долгохвост                    | Haliaeetus leucoryphus              |
| Сапсан                              | Falco peregrinus                    |
| Скопа                               | Pandion haliaetus                   |
| Филин                               | Bubo bubo                           |
| Чёрный аист                         | Ciconia nigra                       |
| Млекопитающие                       |                                     |
| Красный волк                        | Cuon alpinus                        |
| Северный олень                      | Rangifer tarandus                   |
| Снежный барс                        | Uncia uncia                         |
| Солонгой                            | Mustela altaica raddei              |

## Флора
Господствующий тип растительности — лесной. Все леса национального парка отнесены к лесам 1 группы. Преобладают насаждения сибирского кедра (Pinus sibirica) и лиственницы (Larix): 25,5 % и 52,8 % от покрытых лесом земель, доля хвойных насаждений составляет 86,2 %, мягколиственных 11 %. Низкобонитетные насаждения и кустарники занимают 55,9 %.
В начале XXI века флора национального парка насчитывает более 1000 видов сосудистых растений, в том числе 68 видов, включённых в Красную книгу Бурятии и Красную книгу России.
| Виды, включённые в Красную книгу РФ | Виды, включённые в Красную книгу РФ |
| Название                            | Научное название                    |
| ----------------------------------- | ----------------------------------- |
| Покрытосеменные                     |                                     |
| Борец тангутский                    | Aconitum tanguticum                 |
| Кизильник блестящий                 | Cotoneaster lucidus                 |
| Лютик саянский                      | Ranunculus sajanensis               |
| Маннагеттея Гуммеля                 | Mannagettaea hummelii               |
| Мегадения маленькая                 | Megadenia pygmaea                   |
| Рябчик дагана                       | Fritillaria dagana                  |
| Ятрышник шлемоносный                | Orchis militaris                    |

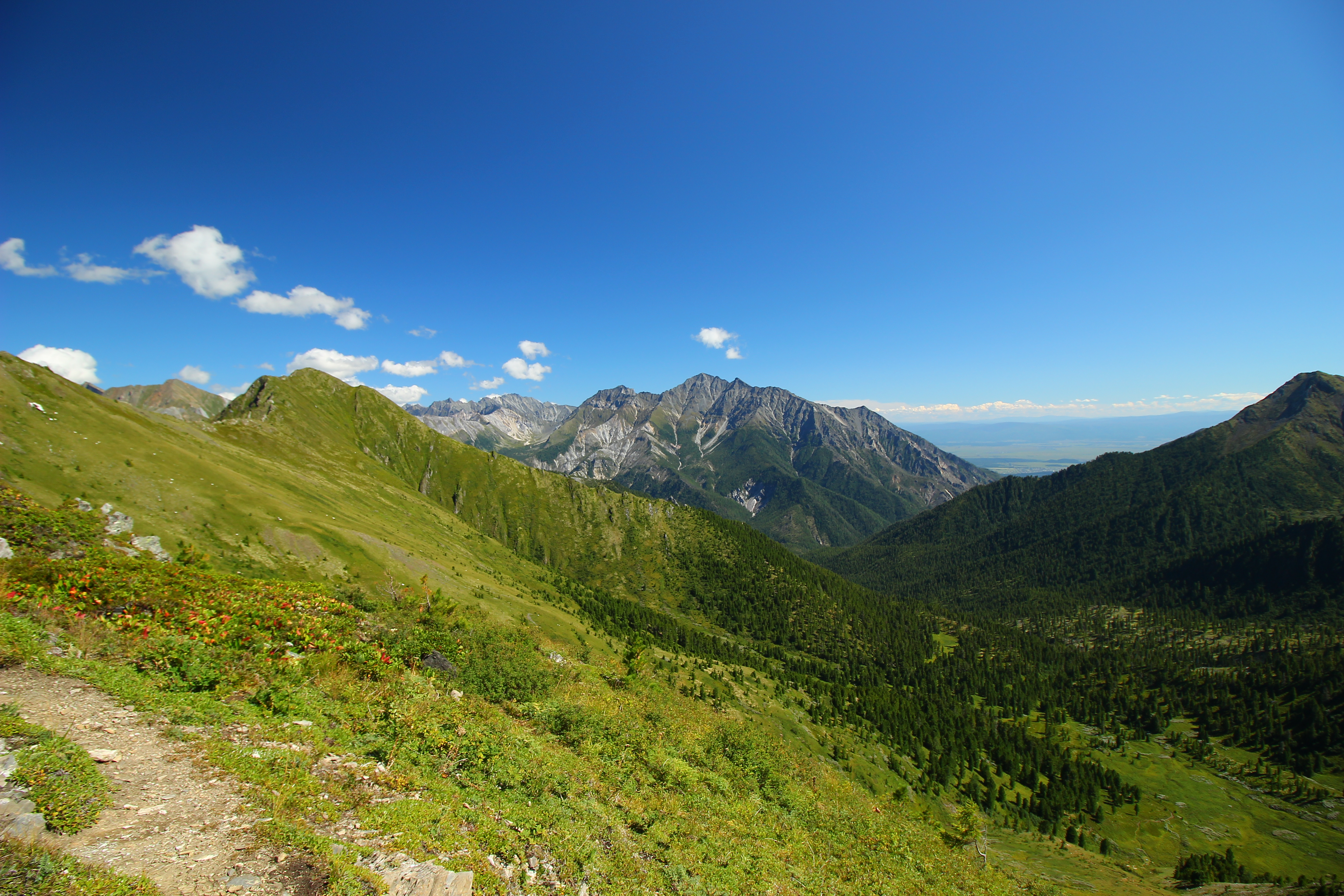
Тункинские Гольцы
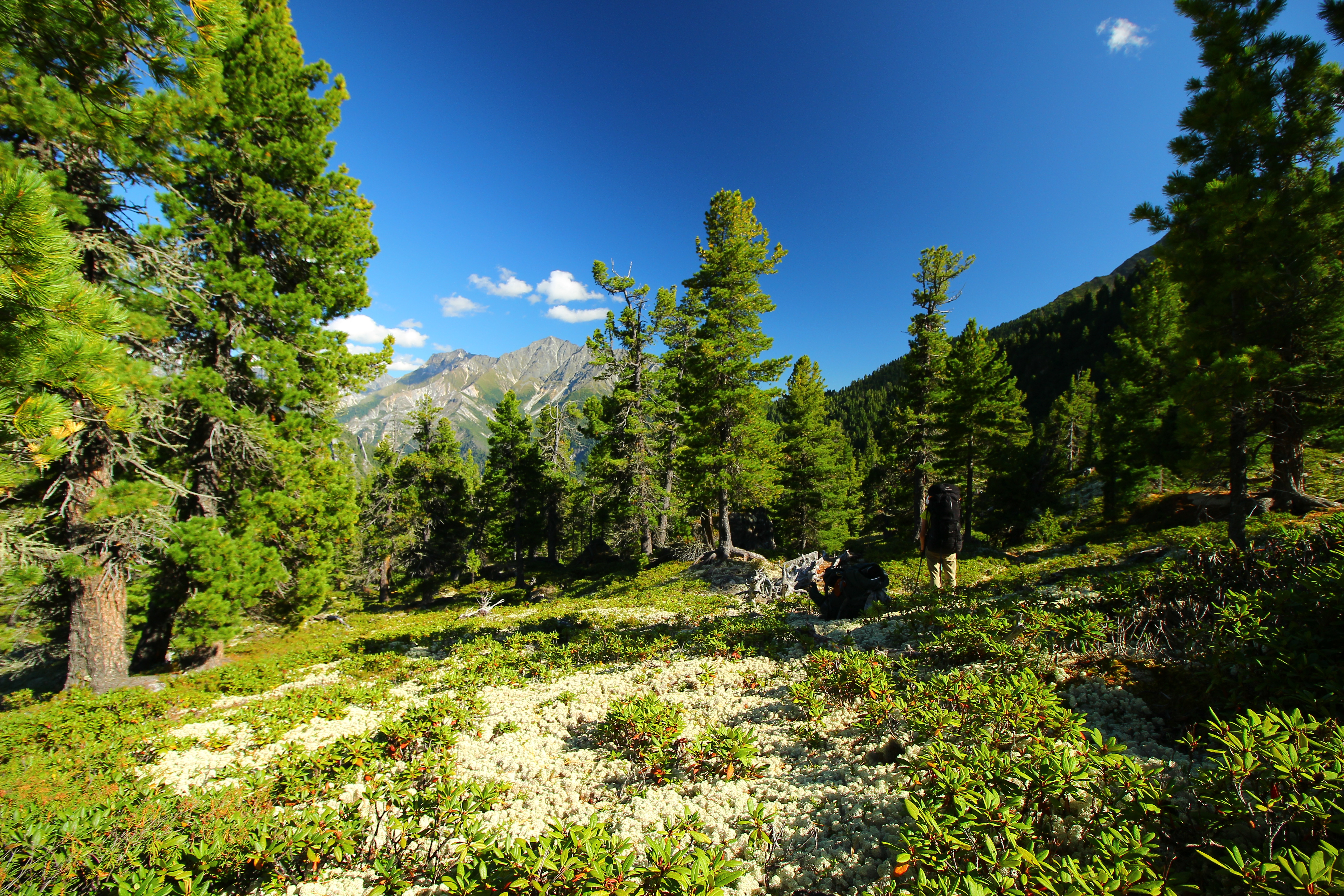
Растительность
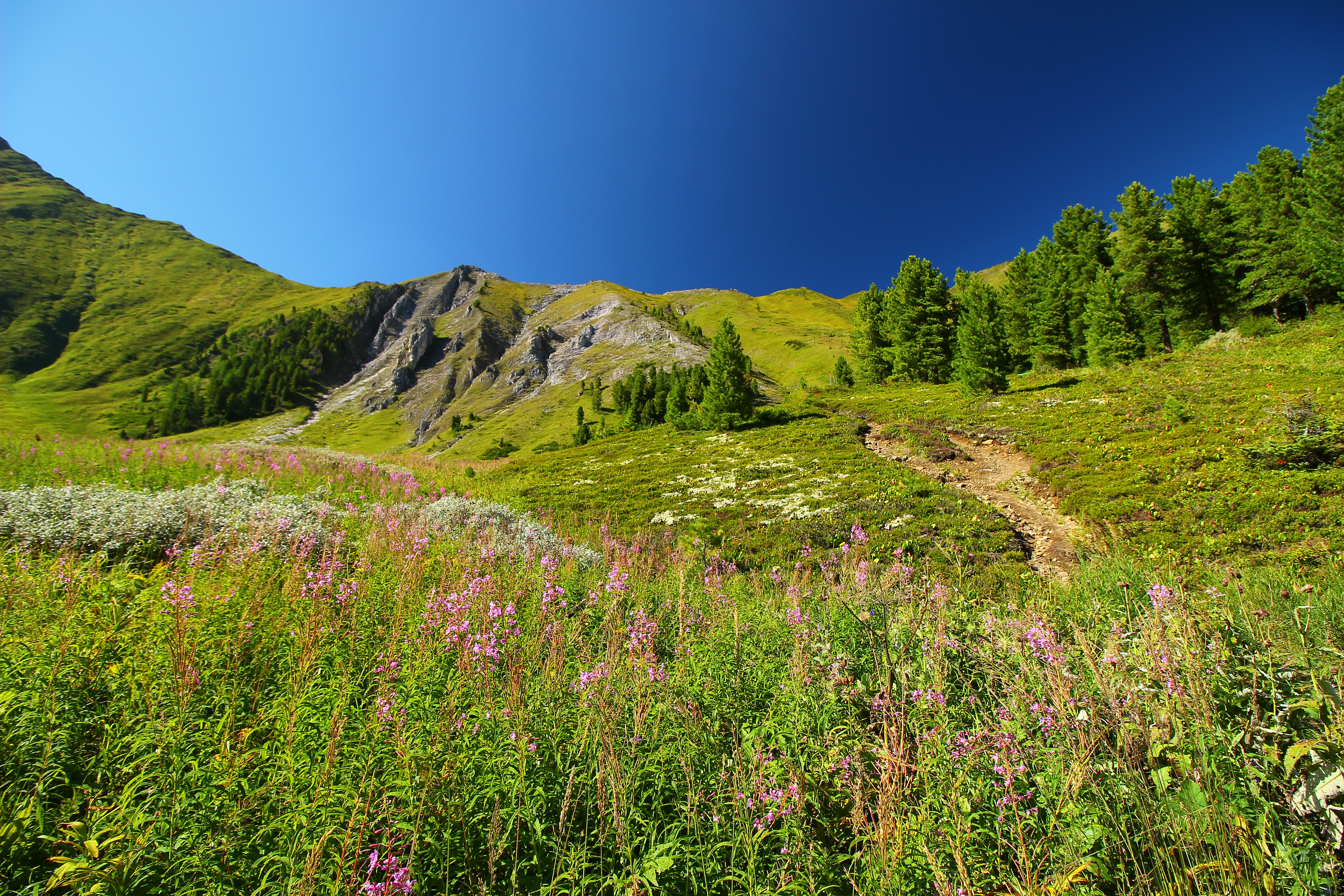
Перевал
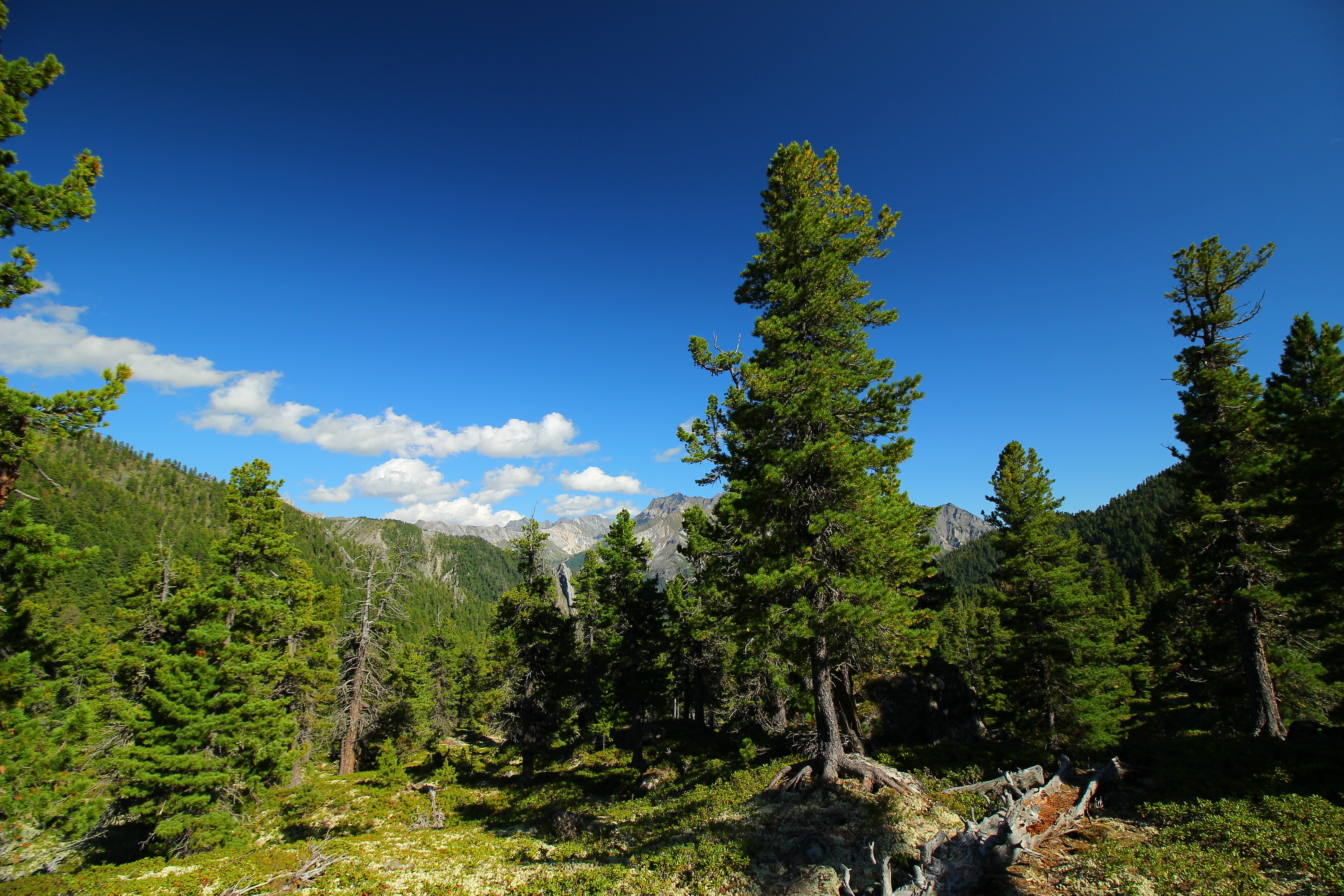
Хвойный лес

## Достопримечательности
На территории парка предусмотрена возможность посещения большого количества людей для знакомства с природными и культурно-историческими достопримечательностями, для отдыха на многочисленных минеральных источниках. Это углекислые воды курорта Аршан, железистые источники Хонгор-Уулы, метановые термы Жемчугских минеральных источников, кремнистые радоновые термы Ниловой Пустыни, углекислые радоновые термы Шумака.
Памятники природы:
- Мраморное дно реки Кынгарга.
- Жемчугская скважина
- Геологическое обнажение Белый Яр
- Источник Хонгор-Уула
- Койморские озёра (Хоймор)
- Хобокское озеро
- Река Ихэ-Угун (при выходе из гор)
- Река Кынгарга

Памятники истории и культуры:

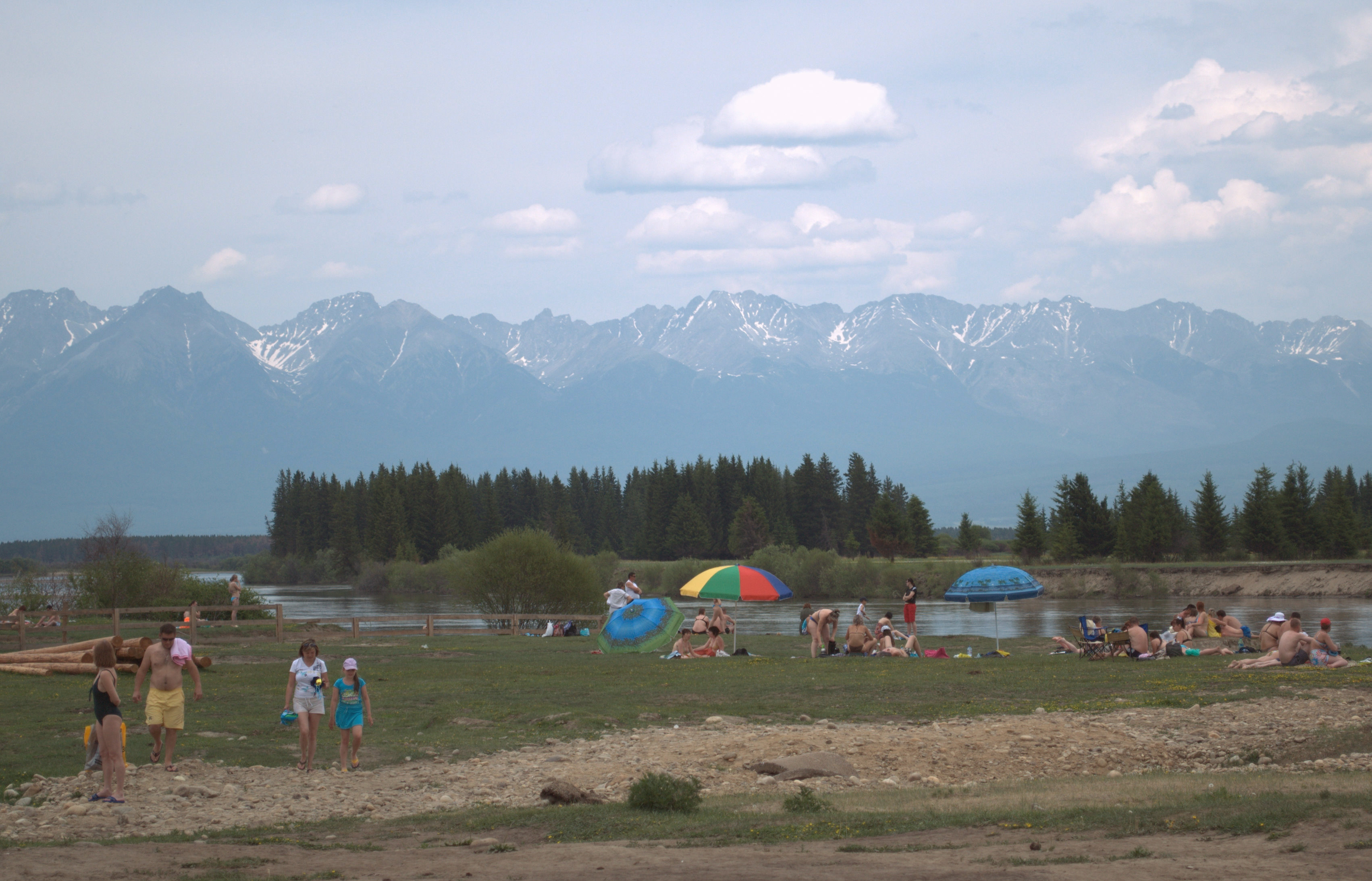
У реки Иркут в районе села Жемчуг

- Крест на месте Тункинского острога, построенного для охраны границ Российского государства
- Старинный буддийский архитектурный ансамбль Бурхан-Баабай или Хан Шаргай-нойон
- Священное культовое место Буха-нойон — скальное обнажение мрамора на отрогах Тункинских Гольцов.
- Место подношения Тамхи Баряша
- Церкви: Свято-Покровская, Свято-Иннокентьевская, Князе-Владимирская, Петропавловская.

## Туризм
Национальный парк «Тункинский» отмечен специальными профессиональными наградами:
- Туристский бренд: лучшие практики[8]
- Лучший путеводитель по территории
- Лучший туристический портал[9]
- Топ 1000 брендов России:: Живое наследие[10]

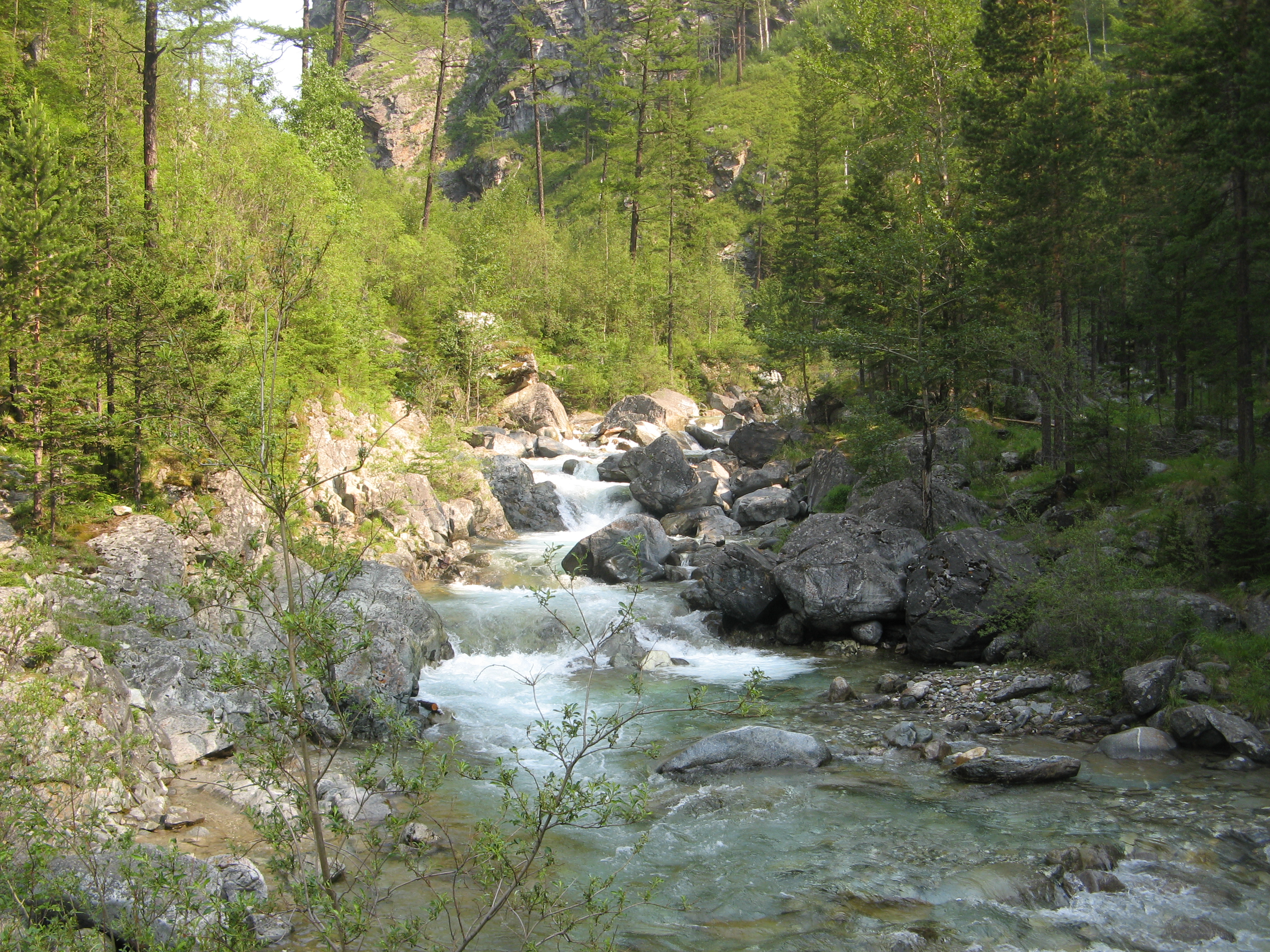
Река Кынгарга
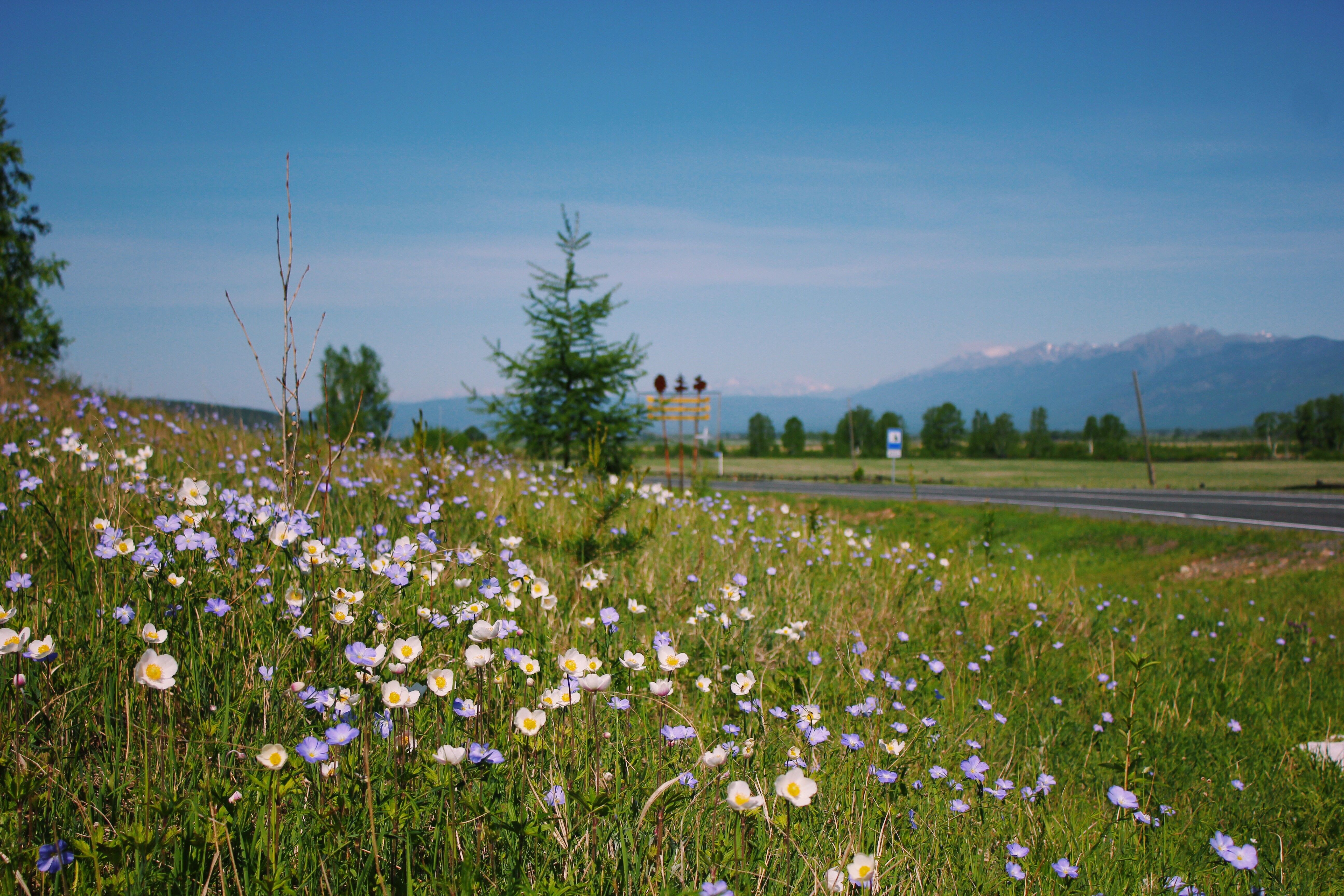
Цветущая долина
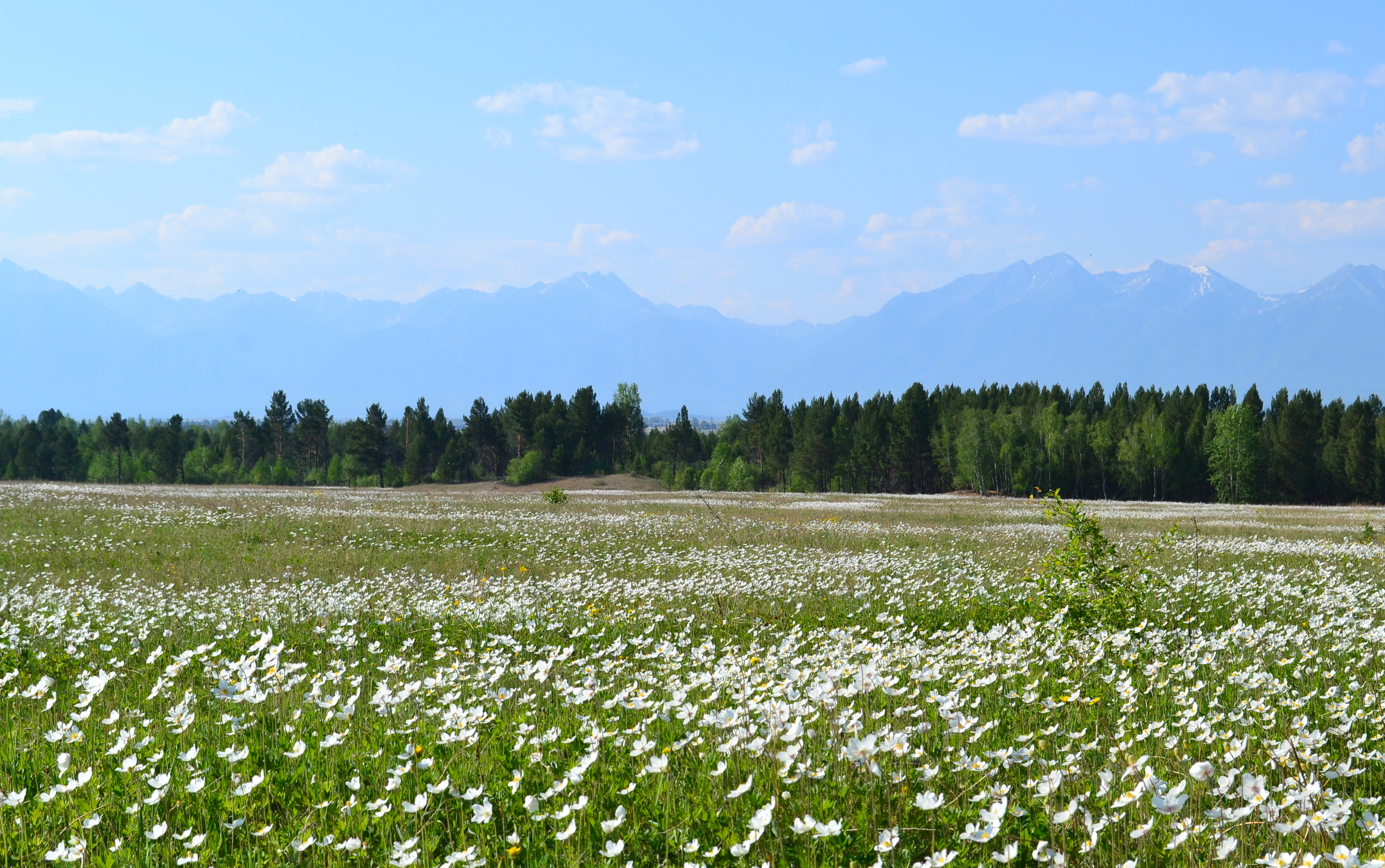
Долина р. Иркут